# 上板町立高志小学校
上板町立 高志小学校（かみいたちょうりつ たかししょうがっこう）は、徳島県板野郡上板町高瀬字天目一にある公立小学校。

## 歴史

### 瀬部小学校
1874年（明治7年）学制により稲井善十郎が経営する私塾「稲井塾」が私立「瀬部小学校」と改称した。1876年高瀬村新田に「高瀬小学校」が創立され、高瀬地区の学童を分離した。1877年瀬部村は新しく民家を借り上げ、瀬部村公立小学校とした。1884年瀬部村西井ノ内に校舎を新築し移転。1886年一郡一学区制が施行され、瀬部小学校は高瀬小学校に統合され廃校となった。この学区制は瀬部村住人にとっては通学に不便だったため、1887年山中市太郎が旧瀬部小学校の校舎を借り受け、「私立啓蒙小学校」を開設した。しかし経営方法が悪かったため人気が上がらず2年後に廃校となった。1890年村内の別の有志によって「私立瀬部小学校」が開設、1890年村民の要望が受け入れられ「公立瀬部尋常小学校」が再置、旧瀬部小学校の校舎を使用した。1917年（大正6年）瀬部小学校と佐藤塚小学校は高志尋常高等小学校に統合され、廃校となった。

### 高瀬小学校
1876年（明治9年）高瀬村新田に「高瀬小学校」が設立され、従来瀬部小学校に通っていた高瀬村の学童を収容した。1886年一郡一学区制となり、瀬部小学校と佐藤塚小学校が高瀬小学校に統合されたが、通学区は広く瀬部・佐藤塚両村民には不評だった。1889年町村制施行により高志村発足。1890年瀬部小学校と佐藤塚小学校が分離、再置された。1898年「高志村立高志尋常小学校」と改称、1902年大字高瀬村字天目一に移転、同年高志高等小学校を統合し「高志村立高志尋常高等小学校」と改称した。1917年（大正6年）瀬部小学校、佐藤塚小学校を統合し、徳島県高志尋常高等小学校となった。

### 佐藤塚小学校
1874年（明治7年）学制公布により、従来より佐藤塚村で私塾を営んでいた近藤熊太郎が「共立又新小学校」を設立、翌年「佐藤塚小学校」と改称された。1886年高瀬小学校に統合され廃校、通学が不便になり付近住民の要望によって近藤熊太郎が「私立又新小学校」を開校した。1890年「佐藤塚尋常小学校」が分離独立再置され、又新小学校は廃止された。1898年「高志村立佐藤塚尋常小学校」と改称した。1917年（大正6年）高志尋常高等小学校に統合合併され、廃校となった。

### 高志小学校
1917年（大正6年）、瀬部、高志、佐藤塚の3小学校を統合合併し、「徳島県高志尋常高等小学校」として発足した。校舎は従来の高志小学校校舎を使用した。通学の不便を考慮し、低学年児童のために瀬部と佐藤塚には分教場が置かれ、分教場にはそれぞれの旧校舎が使用された。1941年（昭和16年）国民学校令により「名西郡高志国民学校」と改称した。1943年瀬部と佐藤塚の分教場が廃止され、各教室はそれぞれ幼稚園として利用された。1947年学制改革により「高志村高志小学校」と改称された。1955年合併による上板町発足により、「上板南小学校」と改称、翌年「板野郡上板町高志小学校」と改称された。1975年創立百周年記念式典が挙行された。

## 通学区域が隣接している学校
- 上板町立松島小学校
- 上板町立東光小学校
- 板野町立板野南小学校
- 藍住町立藍住南小学校
- 石井町立藍畑小学校
- 石井町立高原小学校
- 吉野川市立牛島小学校
- 阿波市立一条小学校